# Sirigan
Sirigan is een bestuurslaag in het regentschap Ngawi van de provincie Oost-Java, Indonesië. Sirigan telt 2932 inwoners (volkstelling 2010).